# 機械騾

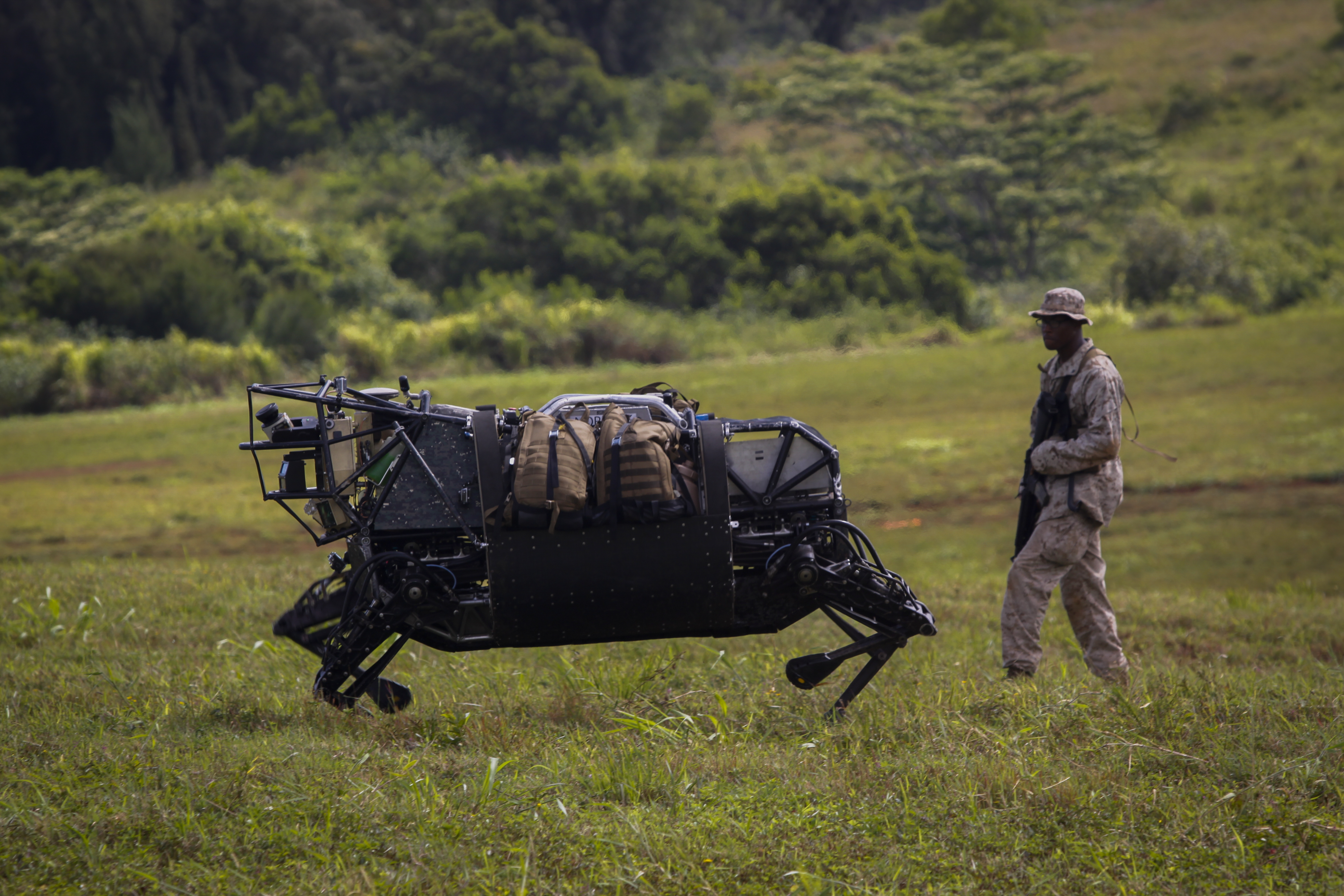
機械騾

機械騾是美國軍方近年為應付阿富汗戰場的崎嶇山路上的軍糧物資運輸問題而研製的眾多四腳軍用機器人之一，機械騾由洛克希德·馬丁公司研發，其軍用編號為LS3。由於噪音問題無法解決，美軍2015年宣布停止研發。
機械騾的自重在567公斤以下，但它卻可以運載181公斤的物件並以16公里/小時的速度行走32公里以上，使用時間還能連續工作24小時以上，目前機械騾還在試驗階段，其速度已達11公里/小時，比人類一般步行的平均時速5公里/小時要快一倍，其動力為一俱15匹馬力水冷式發動機，身體內置全球定位系統，四隻機械腳都有彈簧去吸收落地時的衝力，相當於蹄的部份為力傳感器，配合陀螺儀而能令其電腦控制其平衡，腳上的作動器(相當於腿肌肉)能把發動機產生的電力變成機械動作而令它前進。
機械騾能自動跟隨士兵前進，由士兵遙控或聲控，它可聽得懂前進和停止等簡單英語。